# Gutów (Groot-Polen)
Gutów is een dorp in de Poolse woiwodschap Groot-Polen. De plaats maakt deel uit van de gemeente Ostrów Wielkopolski en telt 300 inwoners.